# Barst
Barst är en kommun i departementet Moselle i regionen Grand Est (tidigare regionen Lorraine) i nordöstra Frankrike. Kommunen ligger i kantonen Freyming-Merlebach som tillhör arrondissementet Forbach. År 2022 hade Barst 571 invånare.

## Befolkningsutveckling
Antalet invånare i kommunen Barst
| Referens: INSEE |